# Nemalecium lighti
Nemalecium lighti is een hydroïdpoliep uit de familie Haleciidae. De poliep komt uit het geslacht Nemalecium. Nemalecium lighti werd in 1924 voor het eerst wetenschappelijk beschreven door Hargitt. 